# Lepidogyne longifolia
Lepidogyne longifolia – gatunek roślin z monotypowego rodzaju Lepidogyne z rodziny storczykowatych (Orchidaceae). Rośliny występują w Azji Południowo-Wschodniej  i Oceanii w takich krajach i regionach jak: Borneo, Jawa, Malezja Zachodnia, Nowa Gwinea, Filipiny, Sumatra.

## Systematyka
Gatunek sklasyfikowany do podplemienia Goodyerinae w plemieniu Cranichideae, podrodzina storczykowe (Orchidoideae), rodzina storczykowate (Orchidaceae), rząd szparagowce (Asparagales) w obrębie roślin jednoliściennych.